# Drepanodesmus peltatus
Drepanodesmus peltatus är en mångfotingart som beskrevs av Hoffman 1979. Drepanodesmus peltatus ingår i släktet Drepanodesmus och familjen Chelodesmidae. Inga underarter finns listade i Catalogue of Life.